# Laemophloeus pallidus
Laemophloeus pallidus is een keversoort uit de familie dwergschorskevers (Laemophloeidae). De wetenschappelijke naam van de soort werd in 1904 gepubliceerd door Arthur Mills Lea.